# 大蛮海
大蛮海也称勐格让（佤语：Man Rai，缅语：မန်ရိုင်းရွာ）是阿佤山的一个地区，今为缅甸佤邦北部的一个村庄，历史上是佤族的一个部落。蛮海王曾在1936年参与发表《卡瓦十七王敬告祖国同胞书》。1941年6月18日，中英政府划定一九四一年线，大蛮海归属缅甸。